# Bondevännen
Bondevännen var till en början en tidskrift utgiven i Gävle av C.W. Hjorth och Allan Rehnström under 1906 sedan bara av Hjorth 1907-1908 för att bli edition till Gefleposten från 4 april 1908 till den 20 november 1909. Tidningen var jordbrukstidskrift med lokala notiser i dagstidningsformat som edition till Gefle-Posten.
Tidningen hade flera undertitlar men en var Bondevännen / Tidskrift för Norrlands jordbruk . / Gefle-Postens veckoupplaga för småbrukarnes landthushållning,

## Redaktion
Redaktionen satt i Gävle och leddes av redaktör C W Hjort hela utgivningen. Ansvarig utgivare var friherre Daniel Vincent Åkerhielm från den 14 mars 1908 till 20 november 1909. Tidningen kom ut som edition till Gefleposten från 4 april till 27 juni 1908 ut på lördagar, sedan från 3  till 11 augusti tisdagar och fredagar, som 15 augusti 1908 blev onsdag och lördag.

## Tryckning
Förlag  hette 1908-1909 Gefle-postens tryckeriaktiebolag i Gävle som också trckte tidningen 1908-1909. Man kunde bara trycka i svart och använde antikva på tidningens 4 sidor på stora satsytor av dagstidningsformat. Tidningen kostade 2 kr i prenumeration.